# Pochwerk

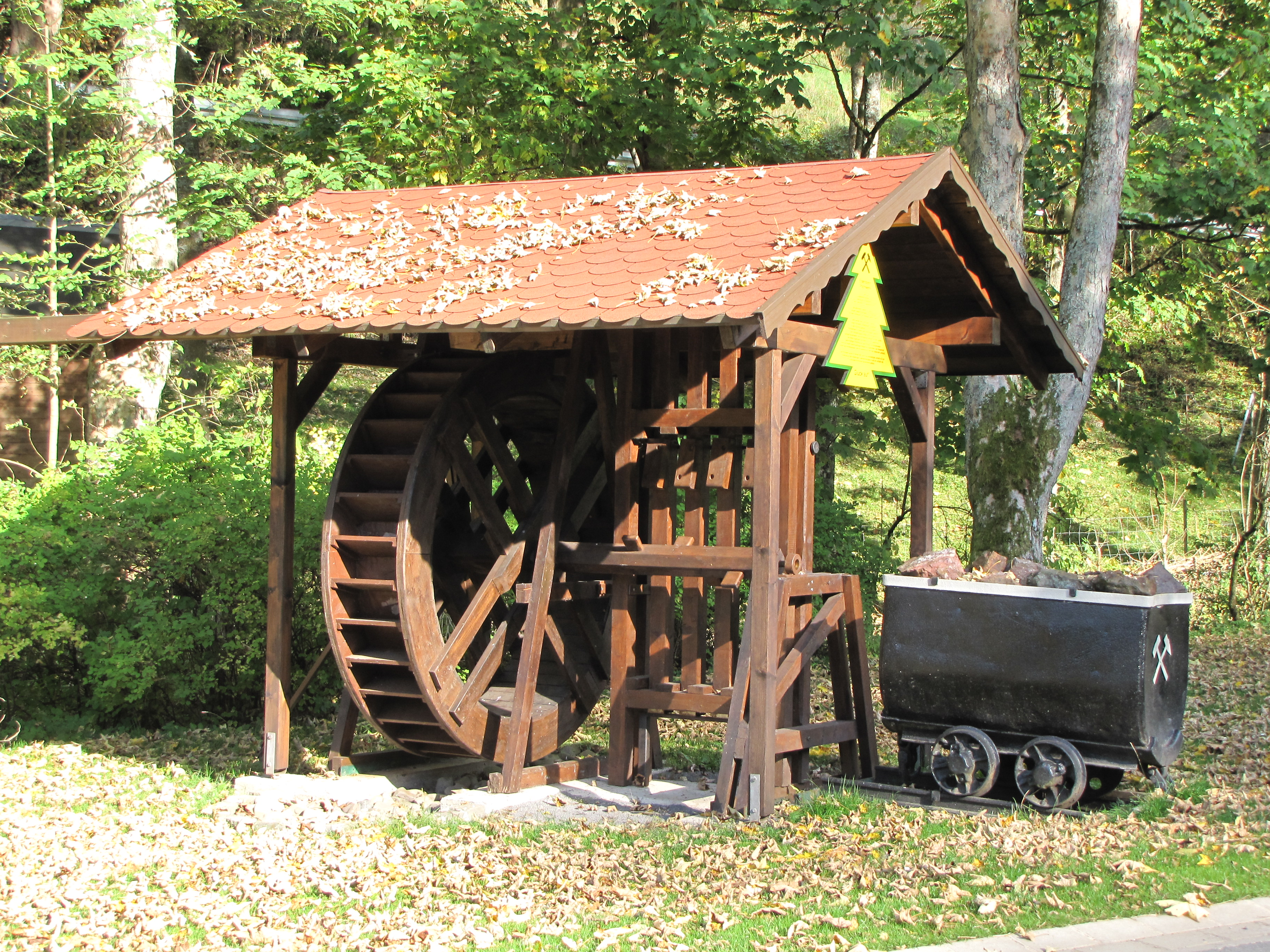
Modell eines Oberharzer Pochwerks in Lerbach

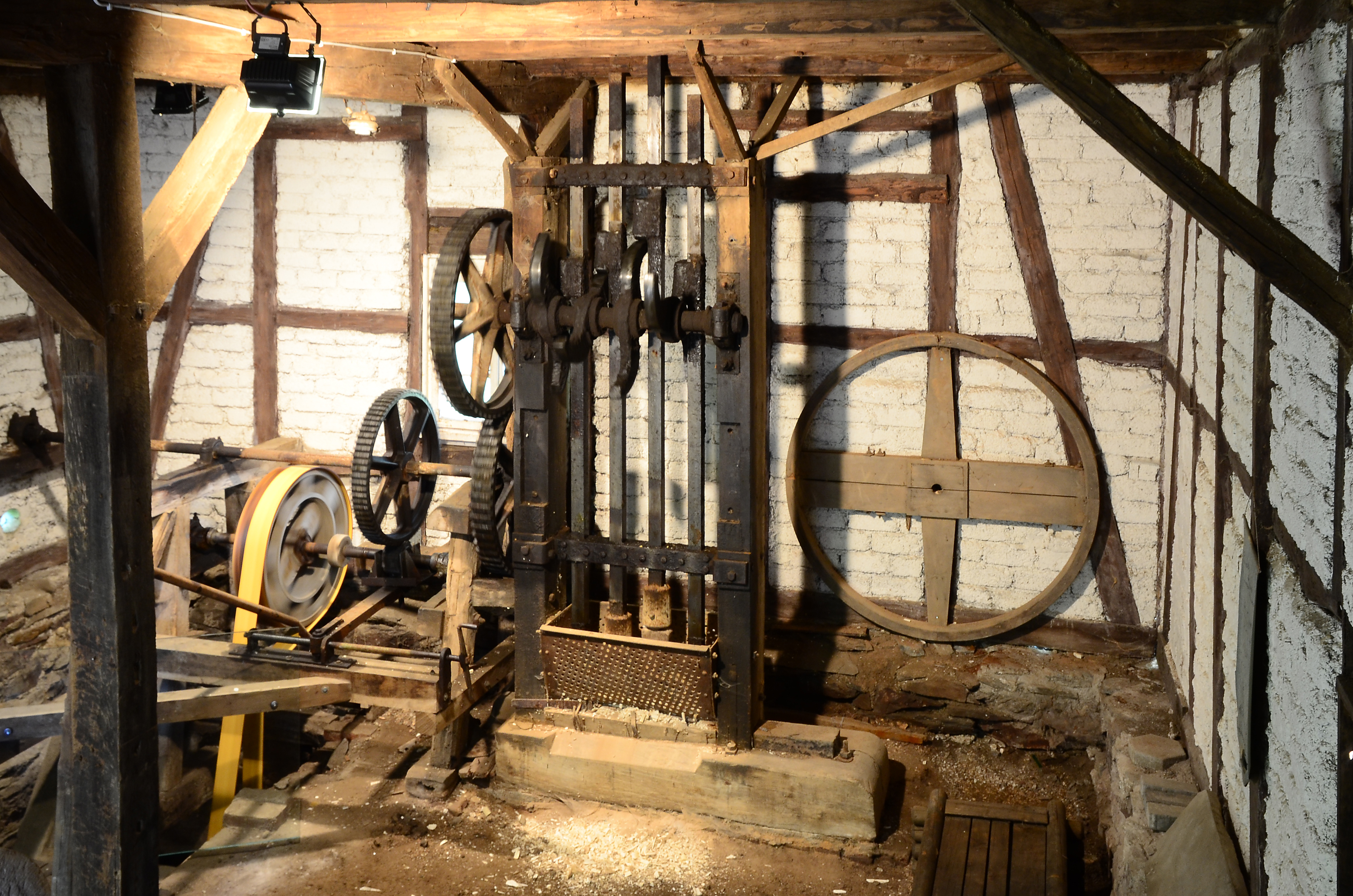
Pochwerk in Betrieb in der Knochenmühle Fretter

Ein Pochwerk oder eine Poche, auch Stampfwerk, Stampfmühle, Stoßwerk, Schlagwerk, Pocherich oder Pochhammer genannt, war eine Maschine zum Zerkleinern von Erzen. Pochwerke gelten als die ältesten Maschinen im Bereich der Erzvorbereitung zur Zerkleinerung von Erzen. Pochwerke waren meist in die Schmelzhütten und Eisenhämmer integriert. Der technische Leiter eines Pochwerks wurde Pochsteiger genannt. Die an dem Pochwerk beschäftigten Hüttenarbeiter nannte man Pochknechte. Für den Betrieb eines Pochwerks war eine bergbehördliche Genehmigung erforderlich. Pochwerke wurden jedoch nicht nur zum Pochen von Erzen verwendet, sondern es wurden auch Kalkpochwerke und Schlackenpochwerke in Betrieb genommen.

## Grundlagen
Das aus den Erzbergwerken stammende Roherz musste vor dem Schmelzen aufbereitet werden. Einige Erze hatten einen so geringen Metallgehalt, dass man sie zuerst zertrümmern musste, um sie weiter aufbereiten zu können. Solche geringhaltigen Erze bezeichnete man als Pochgänge. Je nach erzielter Korngröße nannte man den jeweiligen Pochvorgang Grobpochen, Röschpochen oder Feinpochen. Beim Grobpochen erzielt man Korngrößen zwischen vier bis acht Millimetern, beim Röschpochen lagen die Korngrößen bei zwei Millimetern und beim Feinpochen bei einem Millimeter. Das so entstandene zerkleinerte Erz bezeichnete man als Pochzeug oder als Pochmehl. Wenn das Pochmehl scharfkantig war, nannte man es das rösche Zeuge, war es nur leicht rau, nannte man es das milde Zeuge. Nachdem die Erze auf die gewünschte Größe gepocht worden waren, wurden das Pochgut der weiteren Aufbereitung zugeführt. Damit in der weiteren Aufbereitung das Erz besser vom tauben Gestein getrennt werden konnte, war die Größe des Pochguts besonders wichtig. Achtete der Pocharbeiter nicht genau auf den Pochvorgang und wurde das Erz zu lange gepocht, so wurden die Erzteilchen zu feinen Plättchen zerdrückt. Diese Plättchen waren bei der weiteren Aufbereitung unbrauchbar, da sie auf dem Wasser schwammen und weggespült wurden. Bei solchen Teilchen sagte man „das Erz ist tot gepocht worden“. Nach Schätzungen gingen Anfang des 16. Jahrhunderts bei dieser Technik der Erzaufbereitung 75 Prozent verloren, jedoch zu Beginn des 19. Jahrhunderts konnte dieser Materialverlust auf 25 Prozent reduziert werden.

## Geschichte

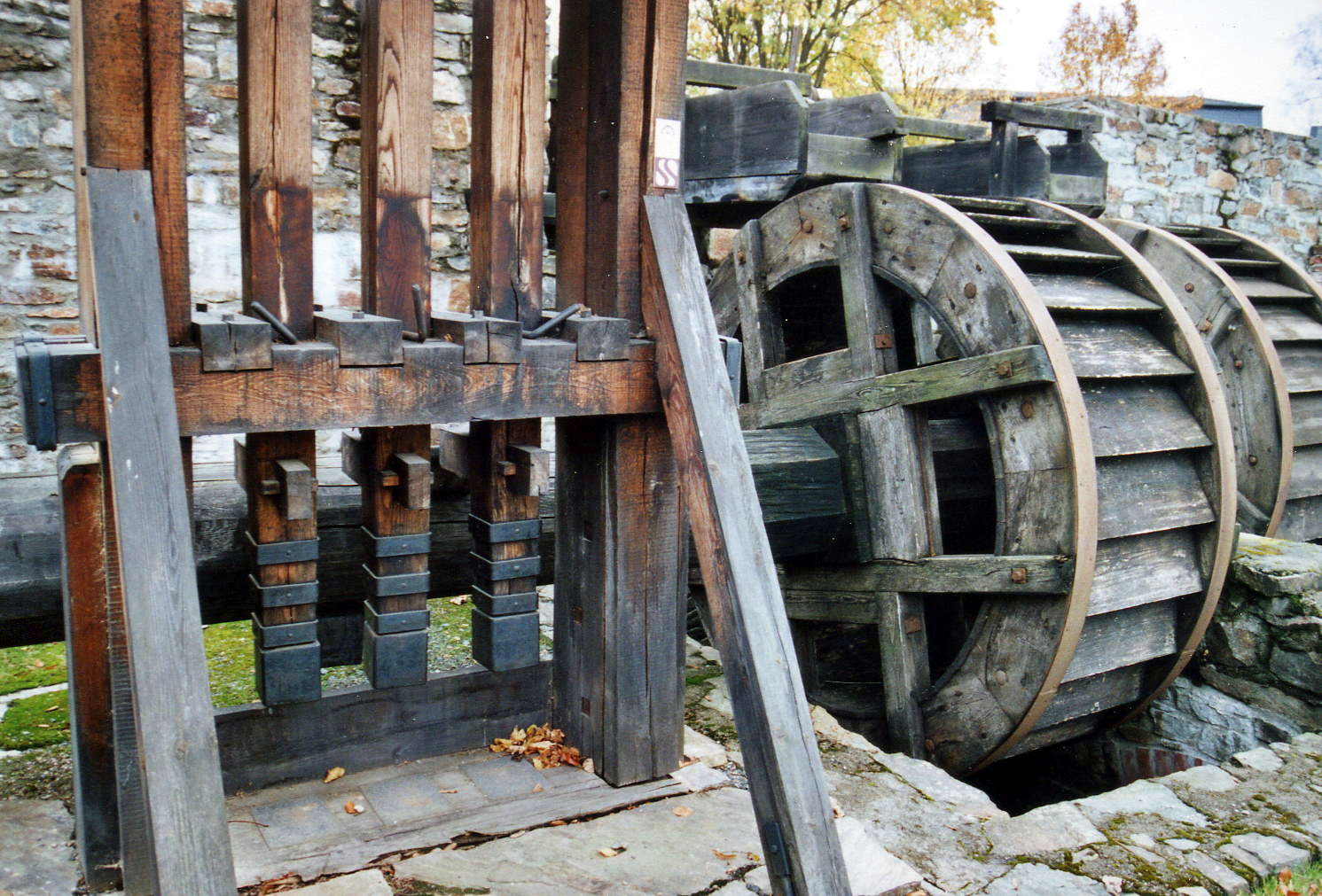
Nachempfundenes Pochwerk der ehemaligen Saigerhütte Grünthal im Erzgebirge

Wer das erste Pochwerk erfunden hat und aus welchem Land der Erfinder stammt, lässt sich nicht mit Gewissheit sagen. Allerdings geht aus einer sicher belegten schriftlichen Erwähnung hervor, dass  bereits im Jahr 1492 in S-charl in der Südostschweiz Trockenpochwerke eingesetzt wurden. Bis zum Ende des 15. Jahrhunderts wurden dann ausschließlich Trockenpochwerke zur Zerkleinerung der Erze eingesetzt. Im Schwazer Bergbau waren um das Jahr 1512 erste Nasspochwerke zum Einsatz gekommen. Diese Technologie wurde später ins sächsische Erzgebirge weitergereicht. In Dippoldiswalde wurde im selben Jahr ein Nasspochwerk Sigismund von Maltitz, dem Besitzer einer Silbergrube, patentiert. Die Erfindung der Nasspochwerke war eine bedeutende Innovation für die Erzaufbereitung. In Schneeberg wurde in den Jahren 1752 bis 1753 ein Pochwerk errichtet, mit dem die Kobalterze gepocht wurden. In Ramingstein im Lungauer Bergbaurevier gab es im 16. Jahrhundert vier Pochwerke. Diese Pochwerke waren bis ins Jahr 1782 in Betrieb. Im Oberharz gab es einst zahlreiche Pochwerke zur Zerkleinerung der gewonnenen Erze. Von Goldlauter bei Suhl ist bekannt, dass im dortigen Tal der Goldlauter im 16. Jahrhundert bis zu acht separate Pochwerke bestanden. Das Tal heißt deshalb heute in Teilen „Pochwerksgrund“. Da zum Betrieb der Pochwerke enorme Unterhaltungskosten erforderlich waren, waren die Betreiber bereits Anfang der zweiten Hälfte des 19. Jahrhunderts geneigt, die Pochwerke durch wirtschaftlichere Maschinen zu ersetzen. Gegen Ende des 19. Jahrhunderts verloren die Pochwerke mit dem Aufkommen modernerer Zerkleinerungsmaschinen, wie z. B. Walzwerke, an Bedeutung und wurden nach und nach ersetzt. Nur im Bereich der Golderzaufbereitung nutzte man Pochwerke noch bis zur Mitte des 20. Jahrhunderts zur Zerkleinerung der Erzbrocken.
In (ehemaligen) Bergbaugebieten finden sich Haus-, Orts- und Flurnamen, die auf Pochwerke verweisen:
- Pochwerk (Reichshof)
- Pochwerksgrund (Suhl)
- Alter Pocher (Fleißtal)
- Pocherhaus (Oberdorf)

## Typen
Es gab Trocken- und auch Nasspochwerke. Trockenpochwerke wurden genutzt, um die Erzbrocken so zu zerkleinern, dass eine möglichst gleichmäßige Korngröße des zerkleinerten Erzes erreicht wurde. Die Pochzeuge der Trockenpochwerke wurden anschließend zur weiteren Aufbereitung in die Siebsetzung transportiert. Dort wurden die gepochten Erze durch einen Durchwurf so abgesiebt, dass das feine Pochgut nach unten in ein Gefäß fiel, wo es zunächst gesammelt und anschließend zur Weiterverarbeitung in die Erzwäsche transportiert wurde. Nasspochwerke waren in ihrem Aufbau den Trockenpochwerken sehr ähnlich. Unterschiede gab es bei der Größe der Pochschuhe und der Pochsohle. Zudem konnten mit Nasspochwerken auch ärmere Erze aufbereitet werden. Nasspochwerke dienten gleichsam der Erzwäsche, wobei mittels Schweretrennung das haltige Erz im Pochmittel angereichert wurde. Die Pochzeuge vom nassen Pochen wurden auf dem Stossherd oder dem Kehrherd weiterverarbeitet. Von der Pochtrübe blieb die Pochfluth als Überrest des Absetzvorganges übrig. Die Pochfluth enthielt keinerlei nutzbare Erze mehr. Das Nassverfahren ermöglichte bei der Handhabung einen gefahrloseren und saubereren Umgang mit den zu pochenden Materialien. Aufgrund der hohen Materialverluste, die beim Nasspochen entstanden, wurden allerdings die Sedimente der Flüsse mit Schwermetallen angereichert.

## Aufbau
Pochwerke bestehen aus mehreren Komponenten. Das Gerüst des Pochwerks ist der Pochstuhl, in ihm werden die Pochstempel geführt. Jeder Pochstempel befindet sich in einem eigenen Abschnitt. Drei bis fünf Pochstempel bilden einen Pochsatz. Unter dem Pochstuhl befindet sich die Pochsohle, in diese Pochsohle wird das Erz gefüllt und durch die Pochstempel zermalmt.

### Pochstuhl

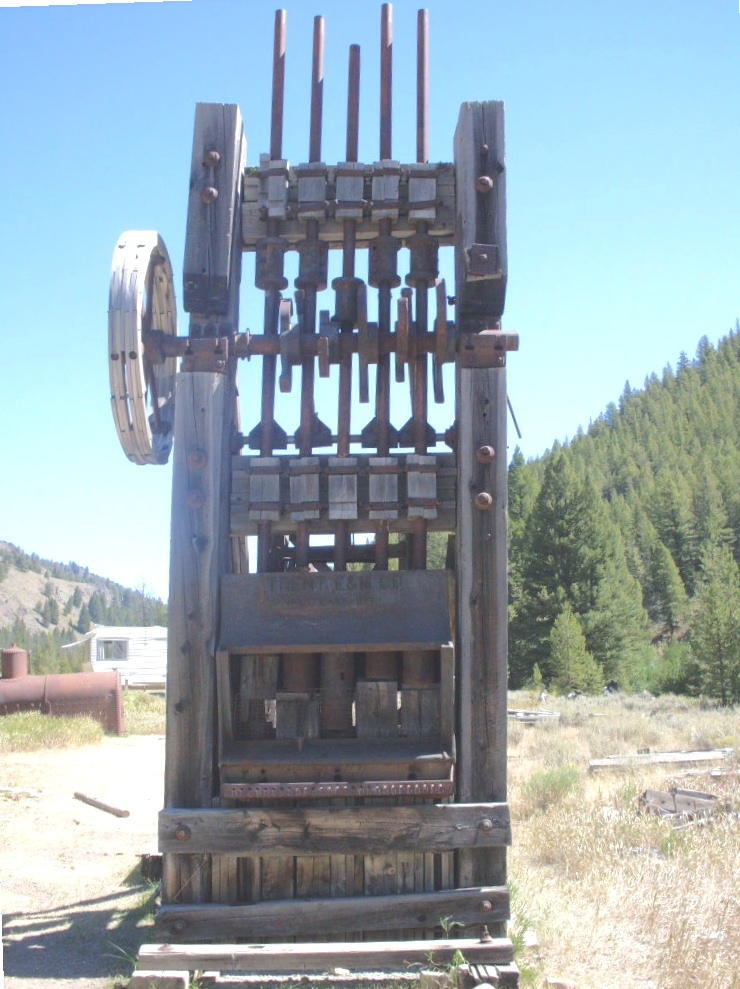
Pochwerk mit fünf Stempeln in einem Gold- und Silberbergwerk in Idaho, USA

Der Pochstuhl war je nach Bauart unterschiedlich konstruiert. Je schwerer die Stempel waren, umso stabiler und schwerer musste auch der Pochstuhl gebaut sein. In der Regel wurde er aus Holz gebaut. Damit der Pochstuhl durch die Erschütterungen, die durch die Bewegung und das Aufschlagen der Pochstempel entstanden, nicht hin und her wanderte, wurde er mit Verstrebungen befestigt. In einigen Bergrevieren wurden die Pochstühle auf einen festen Grund gesetzt. Dazu wurde die obere Erdschicht etwa fünf bis sieben Fuß abgetragen. Wo dies nicht möglich war, wurden Fundamente aus schweren Balken erstellt.

### Pochstempel
Die Pochstempel wurden auch Pochschiesser genannt. Als Pochstempel wurden Kanthölzer meist aus Hartholz mit einer Stärke von sechs bis sieben Zoll eingesetzt. Zur Führung des Pochstempel wurden zwei Leithölzerpaare eingesetzt, die in einer genau abgestimmten Höhe an den seitlichen Hölzern des Pochstuhls, den Pochsäulen, angebracht werden mussten. Wurden das obere Leitholzpaar zu hoch über der Pochsohle angebracht, dann musste der Pochstuhl, um einen genügenden Stand zu haben, mit zusätzlichen seitlichen Stützen versehen werden. Bei Nasspochwerken durfte das untere Leitholzpaar nicht zu dicht über dem Pochtrog angebracht werden, da es durch das hochspritzende Wasser an Abriebfestigkeit verliert und durch die sich bewegenden Pochstempel schneller verschliss. Am unteren Ende jedes Pochstempels war ein eiserner Ring, Pochschuh oder Pocheisen genannt, befestigt. Der Pochschuh unterlag einem hohen Verschleiß und war deshalb auswechselbar. Damit die Pochschuhe eine möglichst lange Standzeit hatten, wurden sie aus harten Materialien, in der Regel war das extra hartes Gusseisen, gefertigt. Damit der Stempel beim Aufschlag auf das Erz eine genügend große Schlagkraft hatte, musste er so im Pochstuhl positioniert werden, dass er aus einer mittleren Fallhöhe von acht Zoll auf das zu zerkleinernde Erz aufschlug. Die Fallhöhe des Pochstempels war einstellbar und sollte nicht höher als zwölf und nicht niedriger als vier Zoll betragen. Die gesamte Hubhöhe betrug teilweise bis zu 16 Zoll, wurde aber durch höher gedrückte sogenannte Däumlinge auf 12 Zoll reduziert. Das Gewicht lag pro Pochstempel zwischen 100 und 500 Pfund. Das mittlere Gewicht der verwendeten Stempel lag bei etwa 300 Pfund. Leichtere Stempel waren weniger geeignet, da man bei gleicher Pochleistung dann mehr Stempel pro Pochwerk benötigte. Schwerere Stempel waren auch nicht gut geeignet, da sie schwieriger zu handhaben waren und bedingt durch ihr Gewicht die Hubteile des Pochwerks stabiler konstruiert werden mussten.

### Pochsohle

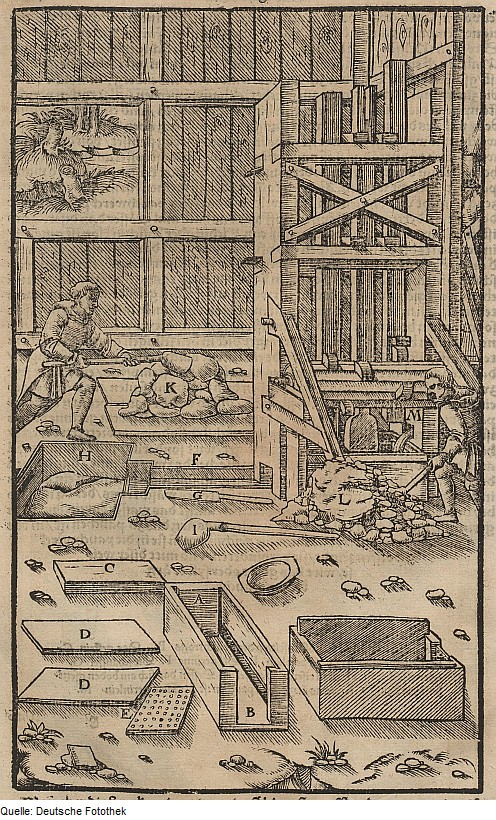
Nasspochwerk nach Agricola

Die Pochsohle, auch Schabatte genannt, bildete den Boden des Pochwerks. Auf ihr wurde das Erz mit den Pochstempeln zerstoßen. Die Pochsohle musste eine große Festigkeit und Härte besitzen. Als Material wurde meistens sogenanntes „halbiertes“ Gusseisen benutzt. Es wurden aber auch Pochsohlen aus Eisen, Stein oder Holz gefertigt. Die Pochsohle war in der Regel haltbarer als die Pochschuhe. Es wurden quadratische Platten verwendet, die beidseitig genutzt und bis zu viermal umgelegt werden konnten. War eine Seite abgenutzt, wurden die einzelnen Platten der Pochsohle umgedreht. Das verwendete Material für die Pochsohle hatte eine Stärke von maximal vier Zoll. Stärkeres Material war nicht erforderlich, da die Abnutzung des Materials pro Seite nicht über 1,5 Zoll hinausging. Die Länge und Breite der Pochsohle war abhängig von den Abmessungen der Pochschuhe. Die gusseiserne Pochsohle musste auf einer ebenen Unterlage aufgelegt werden. In der Regel wurde hierfür ebenfalls Platten aus Gusseisen verwendet. Allerdings hatten diese Platten eine Stärke von mindestens sechs Zoll, bei Bedarf bis zu zwölf Zoll. Diese größeren Materialstärken waren erforderlich, um den Erschütterungen, die durch das Aufstampfen der Pochstempel verursacht wurden, entgegenzuwirken. Es gab auch Pochsohlen, die aus sehr harten Steinen hergestellt wurden. Diese wurden in hölzernen Kästen zusammengefasst. Diese Steinsohlen waren beständiger und leichter zu reparieren. Wenn die Steine niedergestampft waren, wurden neue Steine nachgefüllt. Allerdings konnten die Steine auch beim Pochen durcheinander geraten und die Pochsohle aus Stein benötigte einen tieferen Unterbau als die Pochsohle aus Gusseisen.

### Pochtrog
Bei Nasspochwerken wurde anstelle der Pochsohle ein Pochtrog eingebaut. Er wurde auch als Pochlade oder Pochkummt bezeichnet. Der Pochtrog hatte die gleiche Aufgabe wie die Pochsohle. Der Pochtrog wurde aus Eichen- oder Buchenholz hergestellt. Der Trog musste ebenso wie die Pochsohle einen festen Untergrund haben. War der Untergrund zu weich, wurde ein Fundament aus Holzbohlen erstellt. Damit der Pochtrog dicht war, wurden die Fugen zwischen den Hölzern mit dünnen Tüchern oder mit Moos abgedichtet. An der Seite hatte der Pochtrog eine Öffnung, aus der das Gemenge aus zerstampftem Erz und Wasser herauslaufen konnte. Das für den Pochvorgang in den Pochtrog gefüllte Wasser nannte der Hüttenmann Pochwasser, die Erz-Wasser (Suspension) nannte er Pochtrübe. An den Pochtrog wurde eine aus drei Hölzern zusammengebaute Form, das sogenannte Gerinne, gebaut. Durch diese, auch Trüberinne genannte Konstruktion, wurde die Pochtrübe weiter geleitet. Am Ende des Gerinnes befand sich ein Absetztrog, der als Sumpf bezeichnet wurde. Die Pochtrübe floss aus dem Pochtrog über das Gerinne in den Sumpf.

### Antrieb

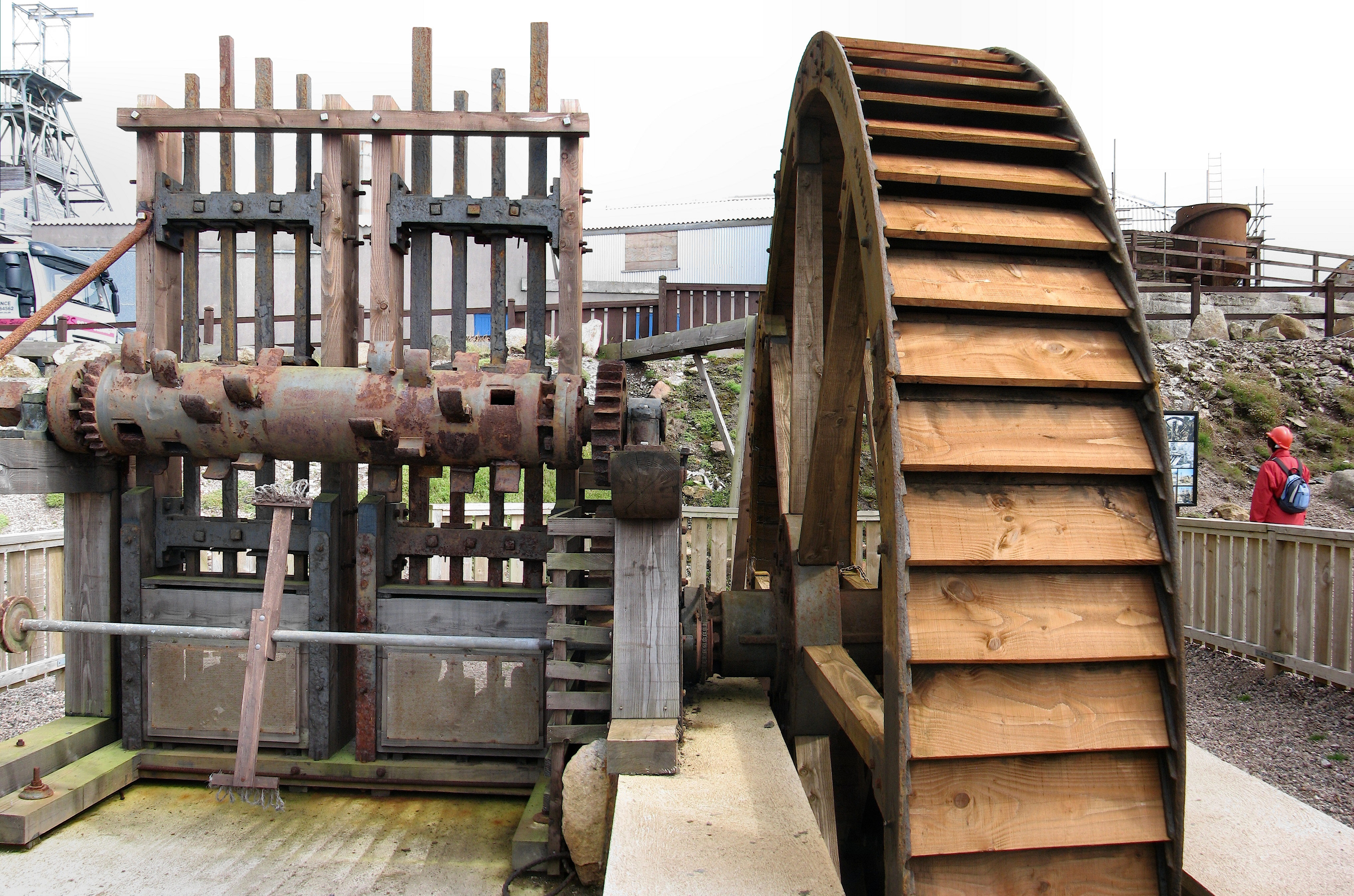
Pochwerk mit Antrieb, Ansicht von hinten

Das Pochwerk wurde anfänglich durch Wasserkraft, später auch mit Dampfkraft angetrieben. Es gab auch Pochwerke, die durch tierische Muskelkraft angetrieben wurden. Insbesondere in den Gebieten, in denen man die Wasserkraft nicht nutzen konnte, wurden Pferdegöpel als Antriebsmaschine genutzt. Mit Aufkommen und Verbreitung der Elektrizität erfolgte der Antrieb auch durch Elektromotoren. Die Leistung der Antriebsmaschinen lag zwischen sechs und elf PS. Beim Antrieb durch Wasserkraft wurde das Pochwerk normalerweise durch ein Wasserrad angetrieben. Um das Wasserrad vor Schnee und Eis zu schützen, war es im Winter erforderlich, ein Gehäuse um das Wasserrad zu bauen. Die Antriebsmaschinen waren an der Pochwelle, die aus dem Pochstuhl herausragte, angekuppelt. War es erforderlich, dass zum Antrieb ein großes Wasserrad eingesetzt werden musste, so musste zur Anpassung der Drehzahl ein Vorgelege zwischengeschaltet werden. Bei Dampfantrieb war es erforderlich, dass zwischen Antriebsmaschine und Pochwerk eine Drehzahlübersetzung mittels Räderwerk zwischengeschaltet wurde. Die Pochwelle war mit eingelassenen Zapfen, sogenannten Heblingen, versehen. Diese Heblinge betätigten wiederum sogenannte Däumlinge, die mit einer Mechanik versehen waren, mit der die Stempel des Pochwerks bewegt wurden. Nachteilig war, dass die Leistungsfähigkeit des Pochwerks trotz des relativ hohen Kraftverbrauchs, im Vergleich zu anderen Zerkleinerungsmaschinen, nur sehr mäßig war. So konnte man mit einem Pochwerk innerhalb einer Zwölf-Stunden-Schicht pro PS zwischen 3000 und 3500 Kilo Erz pochen. Bei älteren Maschinenanlagen lag der Wirkungsgrad zwischen 0,4 und 0,43. Der durchschnittliche Wirkungsgrad der gesamten Maschinenanlage lag bei neueren Pochwerken bei 0,6. Es gab aber auch Pochwerke, bei denen der Wirkungsgrad bei 0,64 lag.